# Klædefabrik
En klædefabrik er især industrihistorisk en betegnelse for stof- og lærredsfabrikker i den tidlige industrialisering.
Klædefabrikkerne involverede ofte et helt mikrosamfund af ansatte arbejdere, der boede omkring fabrikken, hvor også ejeren og dennes familie boede standsmæssigt.
Klædefabrikker dukker op i Danmark i anden halvdel af 1700-tallet og mister deres betydning i 2. halvdel af 1900-tallet.

## Klædefabrikker i Danmark
Der findes mange velbevarede klædefabrikker i Danmark. 
Flere er fredede som Brede Værk fra 1770'erne, der er en del af Nationalmuseet, og enkelte anvendes til kulturelle formål, som Brandts Klædefabrik i Odense, der fra 1890'erne

### Sjælland

#### Brede Værk
Privat klædefabrik med fin hovedbygning, antagelig af Andreas Kirkerup, beliggende i Brede i Københavns nordlige udkant.

#### Usserød Klædefabrik
Kongelig, militær klædefabrik, beliggende i Usserødi Nordsjælland.

#### Hellebæk Klædefabrik
Beliggende i Nordsjælland.

### Fyn

#### Brandts Klædefabrik
Senindustrielt, privatejet fabrikskompleks beliggende i Odense centrum. Omdannet til kulturcentrum med biografer og caféer i 1980'erne.

### Jylland

#### Stampes Klædefabrik
Senindustrielt, privatejet fabrikskompleks beliggende i Aarhus midtby.

#### Herning klædeindustri
Omfattende spinderi- og klædeindustri